# Culicoides barbosai
Culicoides barbosai is een muggensoort uit de familie van de knutten (Ceratopogonidae). De wetenschappelijke naam van de soort is voor het eerst geldig gepubliceerd in 1956 door wirth and Blanton.